# Regensburger Kurfürstentag (1636/37)
Der Regensburger Kurfürstentag fand während des Dreißigjährigen Krieges von September 1636 bis Februar 1637 statt. Von besonderer Bedeutung war die Wahl Ferdinands III. zum Römisch-deutschen König.

## Hintergrund
Zwischen 1613 und 1640 fanden im Heiligen Römischen Reich keine Reichstage statt. In dieser Zeit traten Kurfürstentage als ständische Repräsentationsform an deren Stelle. So fanden 1620 und 1627 Kurfürstentage in Mühlhausen, 1630 und 1636/37 in Regensburg sowie 1640 in Nürnberg statt, bei denen jeweils der Kaiser mit den sieben vornehmsten Reichsfürsten oder deren Vertretern tagte. Der 1636 nach Regensburg einberufene Kollegialtag fand vor dem Hintergrund der politischen Lage statt, die durch den Prager Frieden (1635) geschaffen worden war: einerseits war durch den Friedensschluss zwischen dem Kaiser und dem Kurfürsten von Sachsen, dem sich die meisten protestantischen Stände anschlossen, der konfessionelle Gegensatz im Reich zurückgetreten; andererseits hatte sich der Dreißigjährige Krieg durch den offenen Kriegseintritt Frankreichs im Mai 1635 endgültig zum europäischen Mächtekonflikt ausgeweitet. Der Friedensschluss im Reich war die Voraussetzung für die von Kaiser Ferdinand II. seit Jahren angestrebte Königswahl seines Sohnes Ferdinand (III.). Zugleich stellte sich die Frage, wie der im Reich gefundene Frieden auch auf den europäischen Mächtekonflikt ausgeweitet werden könnte. So standen Königswahl und Friedensfrage im Mittelpunkt der Regensburger Beratungen.

## Verlauf
Der Kurfürstentag wurde durch Anselm Casimir, den Kurfürsten von Mainz, am 6. März 1636 auf den 7. Juni des Jahres nach Regensburg einberufen. Tatsächlich eröffnet wurde die Versammlung aber erst am 15. September 1636 mit der Verlesung der kaiserlichen Proposition, offiziell geschlossen am 23. Februar 1637.
Die Teilnehmer der Versammlung waren: Kaiser Ferdinand II., bereits schwer erkrankt, der sich kurz vor seinem Tod am 15. Februar 1637 nach Wien hatte zurückbringen lassen und dessen Hauptinteresse in der Nachfolgeregelung bestand. Persönlich zugegen waren auch Anselm Casimir von Mainz und Ferdinand von Bayern, der Kurfürst von Köln und Bruder des ebenfalls anwesenden bayerischen Kurfürsten Maximilian I., der Regensburg von Ende September bis zum 7. Dezember wegen der Geburt des Thronfolgers Ferdinand Maria verlassen hatte; Ferdinand von Köln und Maximilian von Bayern stellten den Friedensschluss mit Frankreich in den Mittelpunkt ihrer Interessen. Durch Gesandte vertreten ließen sich die protestantischen Kurfürsten von Sachsen und Brandenburg, Johann Georg I. und Georg Wilhelm, wobei der Sachse vor allem an der Amnestierung der im Prager Frieden ausgeschlossenen Reichsstände interessiert war, der Brandenburger vor allem am Ausgleich mit Schweden. Weder anwesend noch vertreten war der frankreichfreundliche Kurfürst von Trier Philipp Christoph von Sötern, der im März 1635 durch spanische Söldner festgenommen und interniert worden war.
In der Friedensfrage beschloss die Versammlung, dass die Vereinbarungen des Prager Friedens nicht mehr zur Disposition gestellt werden dürften und dass dem Kaiser für die bevorstehenden Verhandlungen auf dem Kölner Friedenskongress eine Deputation des Kurkollegs als Vertreter des Reiches zur Seite gestellt werden sollte. Begründet wurde dies damit, dass der Kaiser Kriege nur mit Zustimmung der Kurfürsten beginnen dürfe und somit folgerichtig auch nur mit deren Zustimmung Frieden schließen könne. Konkret wurde vereinbart, dass zwei kurfürstliche Deputationen gebildet werden sollten: die eine bestehend aus Kurköln und Kurbrandenburg für die Friedensverhandlungen mit Frankreich, die andere aus Kurmainz und Kurbrandenburg für die Verhandlungen mit Schweden. Ob die kurfürstlichen Deputationen dem Kaiser nur assistieren sollten oder aber – wie später auf dem Westfälischen Friedenskongress – stimmberechtigt waren, blieb zu diesem Zeitpunkt noch unbestimmt.
Die Wahl Ferdinands (III.) zum Römischen König erfolgte am 22. Dezember 1636 im Regensburger Dom einstimmig (ohne die Trierer Stimme und bei Enthaltung der von Ferdinand geführten böhmischen Stimme), obwohl die protestantischen Kurfürsten mit der Behandlung der Amnestiefrage unzufrieden waren. Ferdinand wurde traditionsgemäß sogleich auf eine Wahlkapitulation verpflichtet, die die Macht der Kurfürsten betonte. Nach dem Tod Ferdinands II. kam es schon am 15. Februar 1637 zur Thronbesteigung Ferdinands.